# Нусинерсен
Нусинерсен — первый лекарственный препарат для лечения спинальной мышечной атрофии. Препарат разработан компанией Biogen. Торговое наименование «Спинраза». Одобрен для применения: США (2016), Европа (2017), Россия (2019).
В 2024 году российская компания "Генериум" зарегистрировала дженерик нусинерсена - препарат под торговым наименованием "Лантесенс".
Для подтверждения эквивалентности воспроизведенного препарата Лантесенс® и референтного препарата Спинраза® было проведено масштабное исследование, которое включало определение первичной последовательности и структуры высоких порядков нусинерсена, изучение физико-химических и биологических свойств, оценку профиля родственных соединений и примесей.
Представленная программа исследований была признана достаточной и убедительной для оценки эквивалентности воспроизведенного препарата референтному, что было подтверждено заключением Научного центра экспертизы средств медицинского применения Минздрава России.

## Механизм действия
Антисмысловой олигонуклеотид, воздействующий на ген выживаемости мотонейронов-2 (SMN2). В антисмысловом олигонуклеотиде 2’-гидрокси группы в кольцах рибофуранозила заменены группами 2’-O-2-метоксиэтил, а фосфатные связи заменены фосфоротиоатными связями. Нусинерсен связывается со специфической интронной последовательностью в экзоне 7 транскрипта SMN2.

## Показания
Спинальная мышечная атрофия. Без ограничений по возрасту, полу и типу. Препарат принимают пожизненно. Лечение начинается с 4 насыщающих доз; первые три насыщающие дозы вводятся с интервалом 14 дней; 4я насыщающая доза вводится через 30 дней после 3ей дозы; далее вводятся поддерживающие дозы по одной каждые 4 месяца.

## Состав
В 1 мл раствора содержится 2,4 мг нусинерсена, кальций хлористый двуводный (0,21 мг), гексагидрат хлорида магния (0,16 мг), хлористый калий (0,22 мг), хлористый натрий (8,77мг), натрия фосфат двузамещенный безводный (0,10 мг), натрия фосфат однозамещенный безводный (0,05 мг), а также вода для инъекций. Препарат может содержать соляную кислоту или гидроксид натрия для выравнивания уровня pH. Уровень pH составляет ~7,2. Молекулярная формула Спинразы: C234H323N61O128P17S17Na17. Молекулярный вес – 7501,0 дальтонов.

## Способ применения
Интратекальная инъекция (непосредственно в спинномозговую жидкость).

## Побочные эффекты
Наиболее распространенные побочные эффекты Спинразы включают тошноту, головные боли и боли в спине, что является последствием интратекального введения.